# Brans
Brans ist eine französische Gemeinde mit 199 Einwohnern (Stand 1. Januar 2022) im Département Jura in der Region Bourgogne-Franche-Comté. Sie gehört zum Arrondissement Dole und zum Kanton Authume. 

## Geographie
Die Gemeinde liegt rund 16 Kilometer nordnordöstlich von Dole. Die Nachbargemeinden sind Dammartin-Marpain im Norden, Thervay im Osten, Serre-les-Moulières und Malange im Südosten, Offlanges im Süden sowie Montmirey-le-Château im Westen.

## Bevölkerungsentwicklung
| Jahr                       | 1962 | 1968 | 1975 | 1982 | 1990 | 1999 | 2006 | 2017 |
| -------------------------- | ---- | ---- | ---- | ---- | ---- | ---- | ---- | ---- |
| Einwohner                  | 208  | 182  | 166  | 168  | 170  | 178  | 204  | 216  |
| Quellen: Cassini und INSEE |      |      |      |      |      |      |      |      |

## Sehenswürdigkeiten
- Château de Brans, Schloss aus dem 16. Jahrhundert – Monument historique[1]

## Weblinks

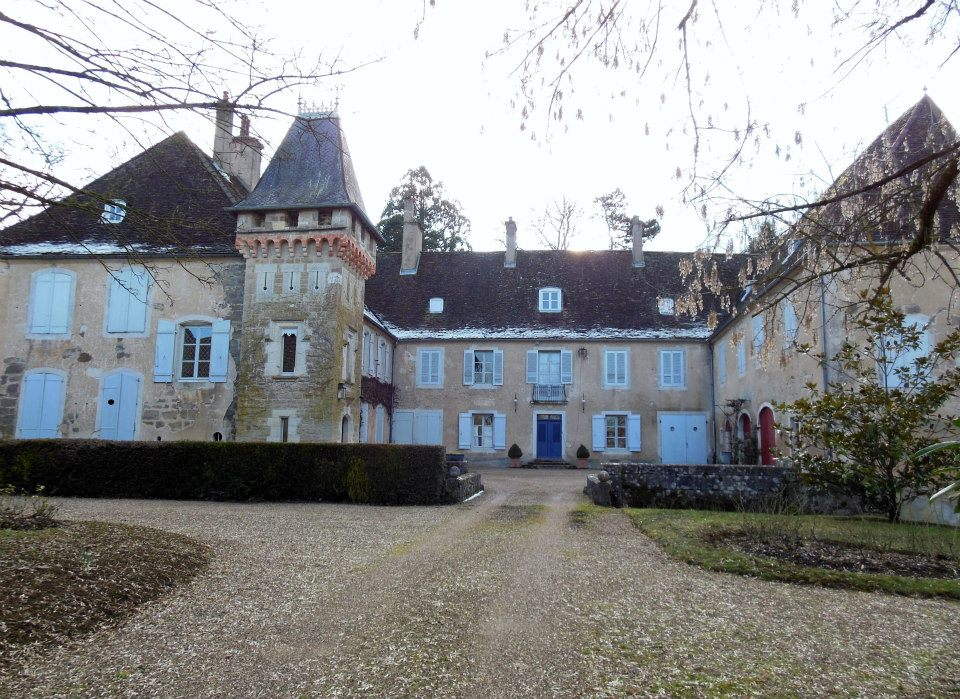
Château de Brans